# Хризостом (Воинович)
Епи́скоп Хризосто́м (в миру Любислав Воинович, серб. Љубисав Војиновић; 2 (15) июня 1911, село Салаковац — 24 сентября 1989, Браничево) — епископ Сербской православной церкви, епископ Браничевский.

## Биография
Начальную школу окончил в Великом Црниче, а нижнюю гимназию — в Пожареваце. После этого он поступил в духовную семинарию святого Саввы в Сремских Карловцах, по завершении которой в 1930 году он поступил на богословский факультет Белградского университета. В том же году он стал послушником Раваница.
После завершения военной службы в 1935 году с благословения епископа Бранического Вениамина архимандрит Иустин (Попович) в Великий четверток постригает его в монашество с именем Хризостом.
На Пасху того же года в Соборной церкви в Пожареваце был рукоположён в сан иеродиакона. 16 (29) апреля в церкви святого Николая в Пожареваце был рукоположён в сан иеромонаха.
В мае 1947 году был избран титулярным епископом Моравичским, викарием Патриарха Сербского. 15 июня того же года в Соборной церкви у Белграде состоялась его епископская хиротония, которую совершили: Патриарх Сербский Гаврил, митрополит Загребский Дамаскин (Грданички) и епископ Нишский Иоанн (Илич).
В июне 1951 года был избран епископом Будимским, но венгерские власти не пустили его на кафедру.
12 июня 1952 года избран епископом Браничевским.
Состояние, которое он нашел в епархии, во многих отношениях, было трудным. Посетил многие церкви в своей епархии, монастыри, много проповедовал, писал.
В 1958 году назначен редактором «Православного мисионара»; оставался в этой должности 25 лет. Благодаря его неустанным трудам, эта газета вскоре становится небольшим по тиражу периодическим изданием Сербской православной церкви.
Он был участником многих официальных делегации Сербской православной церкви, много путешествовал. О своём путешествии по Святой Земле в 1959 году написал книгу «Тихи глас», которая стала самым известным его произведением.
По его инициативе возвратил мощи святого князя Лазаря в его задужбину — монастырь Раваница.
В 1979—1980 годы временно управлял Банатской епархией.
В 1986 году часть из его многочисленных проповедей и статей были опубликованы в книге под названием «Тихи глас» (Тихий голос).
За время управления им Браничевской епархией было освящено 30 новых храмов, 85 приходских домов и 13 монастырских корпусов, особое внимание он уделял подготовке священнических кадров и развитию монастырей.
Скончался 24 сентября 1989 года в своей резиденции после долгой и тяжёлой болезни. Похоронен 26 сентября с южной стороны Собора Святого архангела Михаила и Гавриила в Пожареваце в присутствии большого числа епископов, священников, монашествующих и верующих Браничевской епархии.